# 니시센11조 정류장
니시센11조 정류장(일본어: 西線11条停留場, にしせんじゅういちじょうていりゅうじょう)은 일본 홋카이도 삿포로시 주오구에 위치한 삿포로 시 교통국(삿포로 시영 전차) 야마하나니시 선의 정류장이다. 정류장 번호는 SC07이다.

## 정류장 구조
2면 2선의 대향식 교차점을 사이로 남쪽에 니시 4초메 방면, 북쪽에 스스키노 방면 승강장이 있고 안전 지대가 설치되어 있다. 안전 지대에는 로드 히팅이 꾸며져, 역사가 설치되어 있다.

## 정류장 주변
- 주오구 호로니시 마을 센터
- 미나미 경찰서 고사이 파출소
- 삿포로 미나미주이치조 우체국
- 헬로우 워크 삿포로
- 삿포로 토목 현업소
- 오카다 설계

## 역사
- 1931년 11월 23일:[1]"미나미11조"의 명칭으로 정류장 개업(단선).
- 1951년
  - 6월 28일: 미나미9조 ~ 본 정류장 구간 복선화.
  - 10월 5일: 본 정류장 ~ 미나미16조 구간 복선화.
- 1958년 11월 15일: "니시센11조"로 변경.
- 2015년 4월 1일: 정류장 번호 설정.

## 인접역
| 삿포로 시 교통국 ● 삿포로 시영 전차 야마하나니시 선 | 삿포로 시 교통국 ● 삿포로 시영 전차 야마하나니시 선 | 삿포로 시 교통국 ● 삿포로 시영 전차 야마하나니시 선 |
| --------------------------------------------------- | --------------------------------------------------- | --------------------------------------------------- |
| SC06 니시센9조 아사히야마 코엔도리 외선 순환        | 시영 전철 운행 계통                                 | SC08 니시센14조 내선 순환                           |